# Горобець тибетський
Горобець тибетський (Montifringilla henrici) — вид горобцеподібних птахів родини горобцевих (Passeridae).

## Поширення
Ендемік Китаю. Трапляється на сході Тибетського плато від озера Кукунор (північно-східний Цінхай) на південь смугою завширшки 100—250 км до Лхаси. Мешкає у високогірному степу поблизу снігової лінії на висотах 2500–4500 м.

## Спосіб життя
Трапляється зграями. Живиться насінням, молодняк годує комахами. Пари займають гніздові території у квітні-травні, сезон розмноження триває у червні– серпні.